# Мирзаев, Мурад Тельман оглы

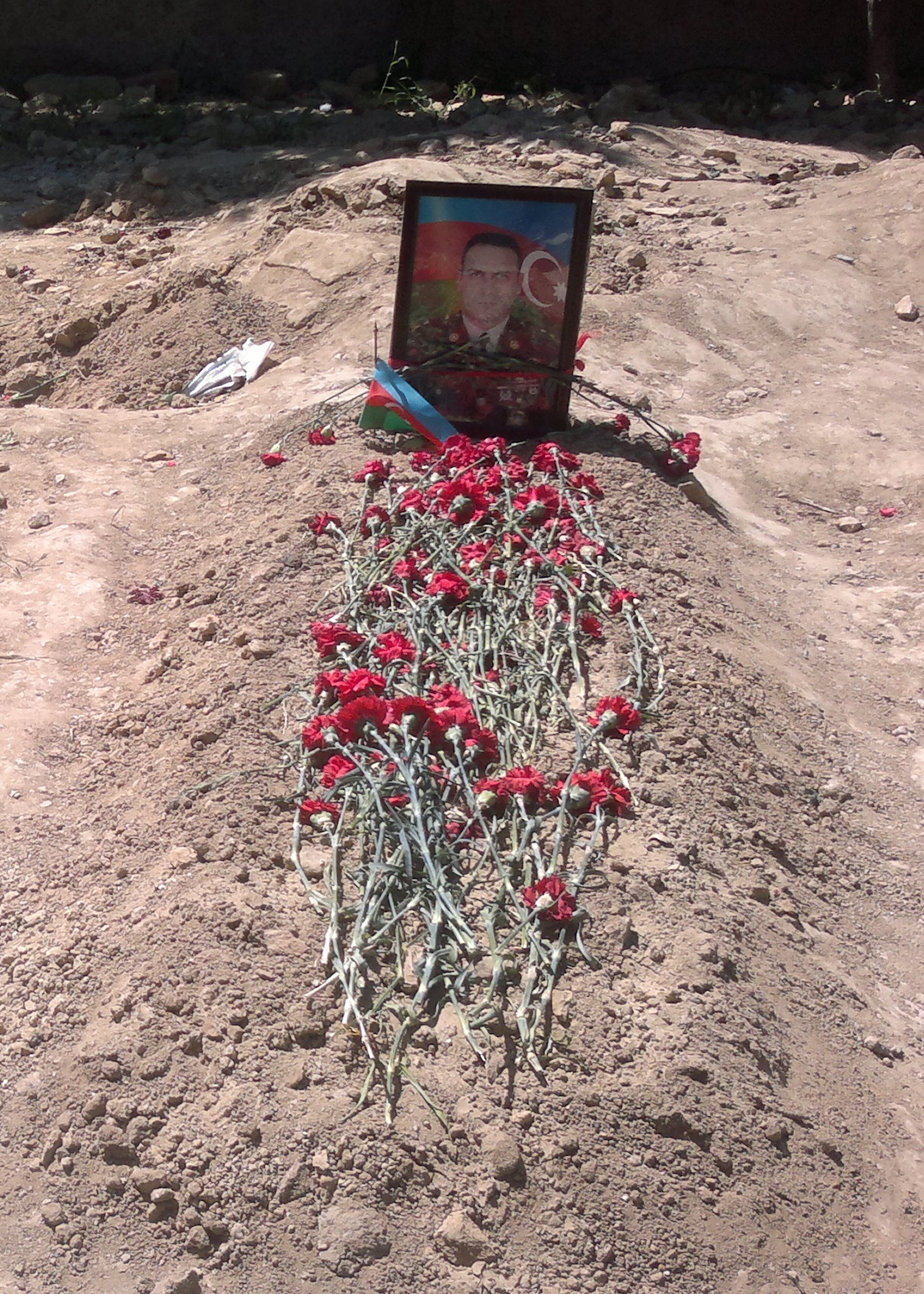
Могила Мурада Мирзаева на II Аллее почётного захоронения в Баку через 10 дней после похорон

Мурад Тельман оглы Мирзаев (азерб. Murad Telman oğlu Mirzəyev; 31 марта 1976, Муган Гянджали, Сабирабадский район — 2 апреля 2016, Талыш, Тертерский район)  — азербайджанский военнослужащий, полковник-лейтенант Сил специального назначения Азербайджана, участник боевых действий в Нагорном Карабахе в начале апреля 2016 года. Национальный герой Азербайджана.

## Биография
Мурад Мирзаев родился 31 марта 1976 года в селе Муган Гянджали Сабирабадского района Азербайджанской ССР. Учился в спецшколе имени Джамшида Нахичеванского. В 1998 году Мирзаев окончил Высшую военную академию в Турции. Впоследствии Мурад Мирзаев участвовал в военных учениях, которые проходили в США, Румынии, Иордании.
В ночь на 2 апреля 2016 года на линии соприкосновения армяно-азербайджанских сил в Нагорном Карабахе начались интенсивные боевые действия. Соглашение о прекращении огня было заключено только 5 апреля. В ходе столкновений полковник-лейтенант Мурад Мирзаев погиб в боях за высоты близ села Талыш.
10 апреля тело Мурада Мирзаева при посредничестве Международного комитета Красного Креста было передано азербайджанской стороне. На следующий день Мирзаев был похоронен на II Аллее почётного захоронения в Баку. Церемония прощания с полковником-лейтенантом Мурадом Мирзаевым прошла в Учебно-тренировочном центре Министерства обороны Азербайджана.
19 апреля распоряжением президента Азербайджана Ильхама Алиева Мураду Мирзаеву «за проявленный героизм и отвагу при защите территориальной целостности Азербайджанской Республики» было присвоено звание Национального героя Азербайджана (посмертно).
На момент гибели был женат: жена — Физза Мирзаева, дети — сын Нурлан и дочь Дениз.

## Награды
За годы службы Мурад Мирзаев был награждён 7 медалями Азербайджана:
- Медаль «За безупречную службу» 3-й степени (10 лет службы)
- Медаль «За безупречную службу» 2-й степени (15 лет службы)
- Медаль «За отличие в военной службе» 3-й степени
- Медаль «За отличие в военной службе» 2-й степени
- Медаль «10-летие Вооружённых Сил Азербайджанской Республики (1991—2001)»
- Медаль «90-летие Вооружённых Сил Азербайджанской Республики (1918-2008)»
- Медаль «95-летие Вооружённых Сил Азербайджанской Республики (1918-2013)»
- Медаль «Золотая Звезда» и звание Национального героя Азербайджана (посмертно)[8]